# Biuro Audytora Generalnego
Biuro Audytora Generalnego – instytucja Kurii Rzymskiej utworzona 24 lutego 2014 na mocy motu proprio Fidelis dispensator et prudens, wydanego przez papieża Franciszka. Biuro Audytora Generalnego ma za zadanie przeprowadzanie audytów instytucji Kurii Rzymskiej oraz innych instytucji związanych ze Stolicą Apostolską i Watykanem.

## Zarząd Biura Audytora Generalnego

### Audytor Generalny
- Libero Milone (2015 - 2017)
- Alessandro Cassinis Righini (2017 - nadal)

### Adiunkci Audytora
- Alessandro Cassinis Righini (2016 - 2017)
- Ferruccio Panicco (2016 - 2017)